# Priaja
Priaja (Пря́жа) (carélien : Priäžä, Priäžy; en finnois Prääsä) est un village de type urbain en république de Carélie (Russie), centre administratif de l'établissement urbain de Priaja et du raïon de Priaja. Sa population était de 3 438 habitants en 2021.

## Géographie
Le village se trouve au bord du lac de Priaja (Пряжинское озеро) à  49 kilomètres au sud-ouest de Petrozavodsk, sur l'autoroute R 21 Saint-Pétersbourg-Kola, près de la rivière Chouïa.
Priaja est aussi desservi par l'autoroute A121 et par la route bleue.

## Histoire

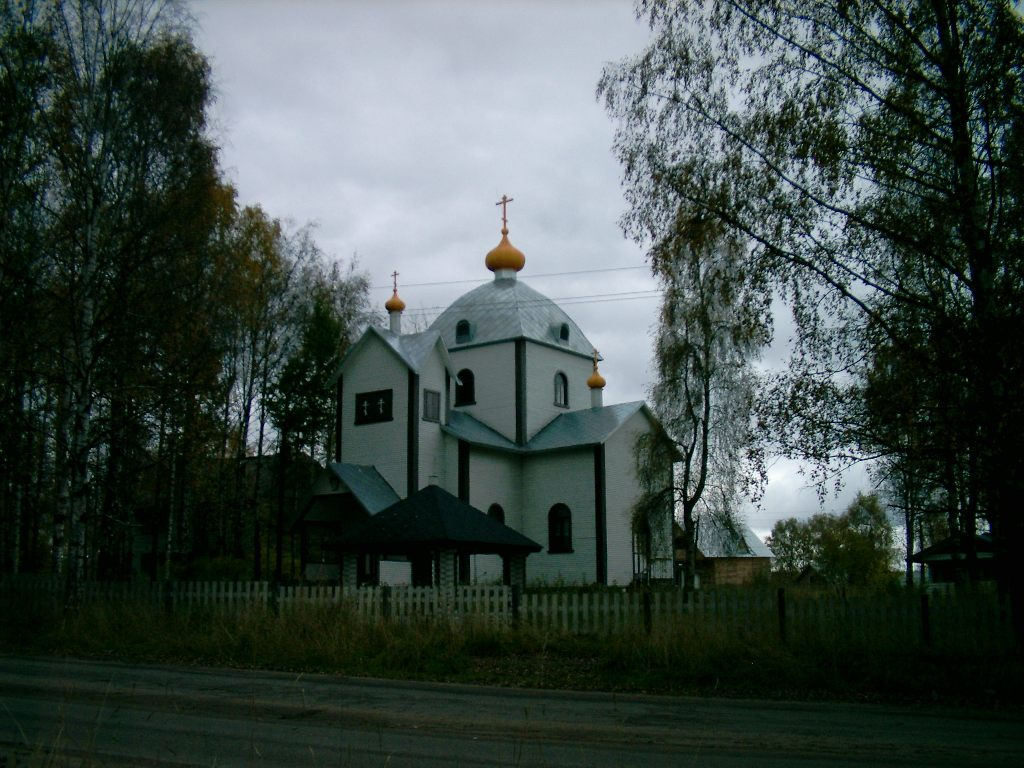
Église de Priaja.

Le village est mentionné pour la première fois au XVIe siècle comme « sur la rive du lac de Priaja ». Les incursions des soldats de Suède sont mentionnées comme allemands car c'était à l'époque des guerres livoniennes (1558-1583).
Le nom de Priaja est fixé dans le livre du Scribe (1582-1583).
Le livre évoque le village de Priaja ou de Pavlovo sur le lac de Priaja.
Une autre version, sans doute légendaire, évoque Pierre le Grand venu sur les lieux et s'exclamant en parlant du contour de la mauvaise route, sinueuse « comme si le fil se tordait » (priaja signifiant fil).
Au début du XVIIIe siècle, des paysans venus des volosts Siamozerskaïa et Sviatozerskoïe s'y  installèrent, et furent employés à la fonderie d'Olonets. Ils étaient impliqués dans l'exploitation forestière, la torréfaction du charbon de bois, l'extraction du minerai de fer.
L'église est fermée par les autorités communistes le 8 septembre 1935. Pendant la Guerre soviéto-finlandaise (1941-1944), Priaja est prise par l'armée de Finlande et renommée « Teru ». Priaja obtient le statut de village de type urbain en 1962. Le jour de la fête du village est le 5 juin.
La nouvelle église de l'Intercession est inaugurée le 14 octobre 2001.